# Aakhree Raasta
Pour plus de détails, voir Fiche technique et Distribution.
Aakhree Raasta en Français La dernière option est un film dramatique policier indien en hindi de 1986 écrit et réalisé par K. Bhagyaraj et présenté par T. Rama Rao et produit par A. Poornachandra Rao, tous deux sous la bannière de Lakshmi Productions Limited. Le film met en vedette Amitabh Bachchan dans un double rôle, Jaya Prada, Sridevi et Anupam Kher. Le film a été réalisé par l'acteur et réalisateur tamoul K. Bhagyaraj. Sridevi elle-même a révélé dans l'une de ses interviews que l'actrice Rekha avait prêté sa voix pour ce film.
Le film était un remake du film tamoul Oru Kaidhiyin Diary qui a également été scénarisé par Bhagyaraj, mais réalisé par Bharathiraja.

## Synopsis
En 1962, David DeCosta Amitabh Bachchan mène une vie relativement pauvre à Madras aujourd'hui Chennai avec sa femme enceinte, Mary DeCosta Jaya Prada. Il vénère littéralement le député Chaturvedi Sadashiv Amrapurkar et est même prêt à mourir pour lui. Il présente Mary à Chaturvedi et, avec sa bénédiction, ils nomment le nouveau-né James. Puis un jour, alors qu'il était occupé à entraver le trafic ferroviaire, il fut arrêté et libéré sous caution par Mahesh Anupam Kher. De retour chez lui, il découvre que Mary s'est suicidée. Elle a laissé une note manuscrite accusant Chaturvedi de l'avoir violée. Un David bouleversé va affronter Chaturvedi et est intercepté par l'inspecteur de police Roop Kumar Sahay Dalip Tahil et le Dr Verma Bharat Kapoor, qui prétendent aider David, mais sont en fait les amis de Chaturvedi. L'inspecteur Sahay fait semblant de l'aider et manipule la note de Mary. Le Dr Verma brûle alors la note, tandis que les trois se moquent du malheureux David. La seule preuve du crime horrible de Chaturvedi a ainsi été détruite. Le trio présente David comme le tueur responsable de la mort de Mary, ment au tribunal et réussit son plan diabolique. David a été condamné à 24 ans de prison pour le meurtre de Mary.
David demande à son ami Mahesh de prendre soin de James pendant sa longue absence. Vingt-quatre ans plus tard, en 1986, David est libéré, il rend visite à Mahesh et est choqué de constater que Mahesh a changé, qu'il n'est plus un marchand d'alcool et qu'il mène désormais une vie riche. Il veut que David oublie le passé., et vit avec son fils, l'inspecteur CID Vijay Amitabh Bachchan également. David est choqué par cette nouvelle, mais est déterminé à venger sa condamnation injustifiée et la mort de Mary, alors il entreprend de tuer ses bourreaux un par un - son seul obstacle n'est autre que Vijay, qui ne sait pas que David est son père, et cherche à protéger les trois personnes.

## Fiche technique
- Titre original : Aakhree Raasta
- Titre original en hindi : आखिरी रास्ता
- Titre : La dernière option
- Pays :  Inde
- Dates de sortie :

 Inde : 6 juin 1986
 France : 30 novembre 2014 au VHS et DVD

## Distribution
- Amitabh Bachchan : David DaCosta/James DaCosta/Inspecteur Vijay Chandelia.
- Gaia Prada : Mary DeCosta (la femme de David)
- Sridevi : Vineeta Bhatnagar (la petite amie de Vijay)
- Anupam Kher : Mahesh Chandilya
- Dalip Tahil : inspecteur Roop Kumar Sahay
- Sadashiv Amrapurkar : ministre Balwant Chaturvedi
- Bharat Kapoor : Dr Verma
- Om Shivpuri : DIG Ranjit Bhatnagar
- Viju Khot : Amarnath, un inspecteur en chef

## Bande sonore
| # | adresse                                      | Chanteur(s)              |
| - | -------------------------------------------- | ------------------------ |
| 1 | "Musique de danse"                           | Anuradha Budwal          |
| 2 | "Gori ka saajan saajan ki gori"              | Mohammed Aziz, S. Janaki |
| 3 | "Pehle badai phir pyaar hoga"                | Muhammad Aziz, S. Janaki |
| 4 | "Mélodie Mera Dudh Piya Hai" (Version 1)     | Mohammed Aziz, S. Janaki |
| 5 | « Mélodie Mera Dudh Piya Hai » (Version 2)   | Mohammed Aziz, S. Janaki |
| 6 | "Gori ka Sajan Sajan Ki Gori" (Instrumental) |                          |

## Médias domestiques
La version DVD du film a été publiée par IndiaWeekly sous son propre label.

## Dans d'autres médias
Le nom du personnage Aakhri Pasta de la série de films Housefull est un jeu de mots sur Aakhree Raasta.